# Казахстан на Светском првенству у атлетици на отвореном 2017.
Казахстан је на 16. Светском првенству у атлетици на отвореном 2017. одржаном у Лондону од 4. до 13. августа, учествовао тринаести пут, односно учествовао је под данашњим именом на свим првенствима од 1993. до данас. Репрезентацију Казахстана је представљало 11 такмичара (1 мушкарац и 10 жена) који су се такмичили у 6 (1 мушка и 5 женских) дисциплина.,
На овом првенству Казахстан је по броју освојених медаља делио 37. место са једном освојеном медаљом (бронза) коју је освојила Олга Рипакова у троскоку. У табели успешности према броју и пласману такмичара који су учествовали у финалним такмичењима (првих 8 такмичара) Казахстан је са 1 учесником у финалу делила 46. место са 6 бодова.
| Плас. | Земља     | 1. место | 2. место | 3. место | 4. место | 5. место | 6. место | 7. место | 8. место | Бр. финал. | Бод. |
| ----- | --------- | -------- | -------- | -------- | -------- | -------- | -------- | -------- | -------- | ---------- | ---- |
| =46.  | Казахстан | 0        | 0        | 1        | 0        | 0        | 0        | 0        | 0        | 1          | 6    |

## Учесници
| Мушкарци: - Георгиј Шејко — Ходање 20 км | Жене: - Викторија Зјабкина — 200 м, 4х100 м - Рима Кашафутинова — 4х100 м - Светлана Голендова — 4х100 м - Олга Сафронова — 4х100 м - Јелена Наназијачвили — Маратон - Диана Ајдосова — 20 км ходање - Полина Репина — 20 км ходање - Регина Рикова — 20 км ходање - Олга Рипакова — Троскок - Марија Овчиникова — Троскок |  |

## Освајачи медаља (1)

### Бронза (1)
- Олга Рипакова — Троскок

## Резултати

### Мушкарци
| Атлетичар     | Дисциплина   | Лични рекорд | Квалификације | Квалификације | Полуфинале | Полуфинале | Финале   | Финале       | Детаљи                                   |
| Атлетичар     | Дисциплина   | Лични рекорд | Резултат      | Место         | Резултат   | Место      | Резултат | Место        | Детаљи                                   |
| ------------- | ------------ | ------------ | ------------- | ------------- | ---------- | ---------- | -------- | ------------ | ---------------------------------------- |
| Георгиј Шејко | 20 км ходање | 1:20:47      |               |               |            |            | 1:23:11  | 36 / 58 (64) | Архивирано на веб-сајту (13. април 2018) |

### Жене
| Атлетичарка                                                               | Дисциплина   | Лични рекорд | Квалификације | Квалификације | Полуфинале            | Полуфинале            | Финале                                   | Финале       | Детаљи                                   |
| Атлетичарка                                                               | Дисциплина   | Лични рекорд | Резултат      | Место         | Резултат              | Место                 | Резултат                                 | Место        | Детаљи                                   |
| ------------------------------------------------------------------------- | ------------ | ------------ | ------------- | ------------- | --------------------- | --------------------- | ---------------------------------------- | ------------ | ---------------------------------------- |
| Викторија Зјабкина                                                        | 200 м        | 22,66 НР     | 23,66         | 5. у гр. 2    | Није се квалификовала | Није се квалификовала | Није се квалификовала                    | 32 / 46 (49) | Архивирано на веб-сајту (3. август 2018) |
| Рима Кашафутинова, Викторија Зјапкина, Светлана Голендова, Олга Сафронова | 4х100 м      | 42,92 НР     | 45,47         | 6. у гр. 2    |                       |                       | Нису се квалификовале                    | 13 / 13 (16) |                                          |
| Јелена Наназијачвили                                                      | Маратон      | 2:43:30      |               |               |                       |                       | 2:58:32                                  | 73 / 78 (92) | Архивирано на веб-сајту (4. август 2018) |
| Диана Ајдосова                                                            | 20 км ходање | 1:35:13      | 1:38:16 ЛРС   | 47 / 52 (61)  |                       |                       |                                          |              |                                          |
| Полина Репина                                                             | 20 км ходање | 1:34:37      | 1:39:56       | 50 / 52 (61)  |                       |                       |                                          |              |                                          |
| Регина Рикова                                                             | 20 км ходање | 1:34:33      | 1:41:59       | 52 / 52 (61)  |                       |                       |                                          |              |                                          |
| Олга Рипакова                                                             | Троскок      | 15,25 НР     | 14,57 КВ      | 1. у гр. Б    |                       |                       | 14,77 ЛРС                                |              |                                          |
| Марија Овчиникова                                                         | Троскок      | 13,94        | 13,18         | 13. у гр. А   | Није се квалификовала | 26 / 26               | Архивирано на веб-сајту (19. април 2018) |              |                                          |